# مؤسسه استاندارد بریتانیا
مؤسسه استاندارد بریتانیا (انگلیسی: BSI Group) مرجع استانداردگذاری در انگلیس است. این مؤسسه برای گستره وسیعی از کالاها و خدمات استاندارد تعیین می‌کند.